# Боровичи (клуб по хоккею с мячом)
«Боровичи́» — клуб по хоккею с мячом из города Боровичи, Новгородской области.
Преемник спортивных достижений боровичских коллективов, выступавших под наименованиями «Красного керамика», «Металлурга» и «Вектора».
Обладатель наивысшего достижения в игровых видах спорта за всю историю Новгородской области (финал Кубка РСФСР — 1952 и победитель Первенства России среди команд I лиги — 2009). Участник зонального турнира Чемпионата СССР 1962 года, Чемпионата России в Высшей лиге (ныне Суперлига) сезона 2010. Участник первенств СССР, России среди коллективов второй по силе лиги страны в сезонах 1963, 1964 (класс «Б»), 1965, 1966, 1970 (II группа класса «А»), 1975 (I группа класса «А»), 1994-2009 и 2011 (I лига).

## История
Команда создана в январе 1928 года из числа рабочих заводов «Центрошамота». Представляла ДСО «Металлург» (1936—1957), ДСО «Труд» (1957—1987). По 1998 год называлась «Металлург» (иногда в печати и архивных документах именовалась «Красный керамик»). До войны выступала в городских соревнованиях и чемпионате Ленинградской области (2-е место в 1937, 1940 годах и победитель в 1938, 1939 годах). В 1939 и 1940 годах была участником зональных турниров Кубка СССР. С 1949 года начала играть в Кубке РСФСР (1949, 1950, 1952—1955), где в 1952 дошла до финала и получила право играть в Кубке СССР среди 16-ти сильнейших участников, а в 1953 стала четвертьфиналистом. Результаты в Кубке СССР (1939, 1940, 1952) — 2 поражения, одно тех. поражение, мячи 5-12.
В 1948—1952 годах команда участвовала в Кубке ВЦСПС, лучший результат — выход в финал зоны (1952). В 1955 году стала серебряным призёром чемпионата ДСО «Металлург».
С 1953 по 1964 год с небольшим перерывом выступала в зональных турнирах чемпионатов РСФСР, практически постоянно занимая призовые места. В 1964 году, став победителем, играла в финальном турнире. Благодаря этому в 1965 году команда была включена во II группу класса «А», в которой по финансовым причинам смогла провести с перерывами лишь 4 сезона. В основном в 1967—1993 годах играла в зональных турнирах чемпионатов РСФСР и во II лиге. Всего в чемпионатах РСФСР принимала участие в 1953—1955, 1957—1964, 1967—1969, 1971, 1972, 1974. Лучший результат — 5-е место в финальном турнире (1974), победитель зональных турниров (1964, 1968, 1972, 1974).
Во II и I группе класса «А» чемпионатов СССР выступала в 1965, 1966, 1970 и 1975 годах (85 матчей, 22 победы, 12 ничьих, 51 поражение, мячи 160—235). Лучший результат — 2-е место в подгруппе (1970). Рекордсмен команды по количеству сыгранных матчей Л. Баллод (65), лучший бомбардир В. И. Сорокин (28 мячей).
Во II лиге СССР играла в 1976 и 1979—1992 годах (176 матчей, 71 победа, 14 ничьих, 91 поражение, мячи 636—773). Лучший результат — 5-е место в финальном турнире (1979). Победитель зональных турниров (1979 и 1984). В 1993 году играла во II лиге чемпионата России, где заняла 5-е место в финальном турнире (16 побед, 2 тех. победы, 7 поражений, мячи 155-75).

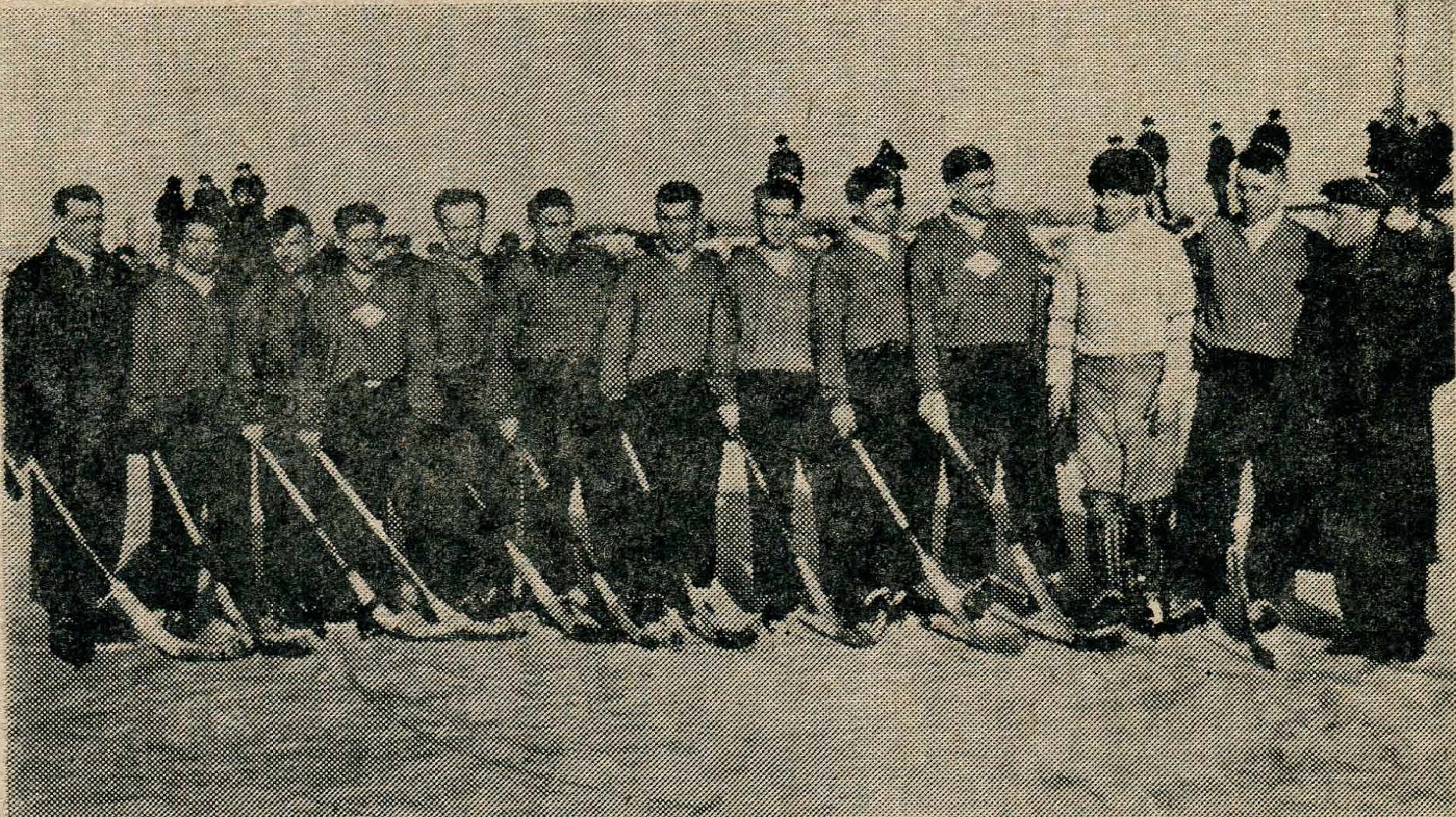
«Металлург» (Боровичи) — финалисты Кубка РСФСР, 1952.

С 1948 по 1987 с перерывами принимала участие в Первенстве Новгородской области. 28-кратный чемпион.
С 1994 года по 2011 (за исключением сезона 2010) выступала в I лиге чемпионатов России. С 1994 по 2008 в I лиге команда провела 446 матчей (239 побед, 8 тех. побед, 21 ничья, 175 поражений, 3 тех. поражения, мячи 2290—1645). Лучший результат — Победитель I лиги и выход в Высшую лигу (2009). Рекордсмен по количеству сыгранных матчей — Алексей Солкин (321), лучший бомбардир — Владимир Архипов (373 мяча). В 1995 и 1997 году участвовала в Кубке России (1 победа, 6 поражений, мячи 23-66). В сезоне 1999 из-за того, что «Боровичский комбинат огнеупоров» отказался от финансирования команды, и спонсорскую поддержку оказал БЗДС «Вектор», команда называлась «Вектор». В 1999 создано муниципальное учреждение «Хоккейный клуб Боровичи», в 2015 переименованное в МАСУ «Центр физической культуры и спорта Боровичи».
В сезоне 2010 команда приняла участие в Чемпионате России в Высшей лиге, где с 9-ю очками заняла последнее 17-е место (2 победы, 3 ничьих, 27 поражений, мячи 76-196). В сезоне 2011, несмотря на решение Федерации хоккея с мячом России оставить клуб в Высшей лиге, команда вернулась в I лигу и после первого этапа из-за отсутствия денежных средств снялась с соревнований. С 2011 года команда имеет любительский статус и с перерывами принимает участие в Первенстве России среди коллективов физической культуры. Лучший результат — 3-е место в группе в финальном турнире КФК (2016).
Ведущие игроки в 30-е годы — В. Кокорин, А. Петров, И. Суворов; в 40-60-е — В. Верчик, Д. Дмитриев, В. Климантовский, А. Ланской, Н. Матвеев, В. Новиков, В. Сорокин, Л. Чудаков, В. Шеметов; в 70-80-е — Л. Баллод, А. Камаев, Н. Майоров, А. Фёдоров, Н. Шеметов; в 90-2000-е — В. Архипов, Н. Изотов, А. Солкин, Л. Ашихмин, В. Соколов, А. Галеев, А. Аншуков, А. Пескишев, Д. Озерский,С. Долгий, А. Ивашкевич, С. Киценко, Д. Куприянов, Д. Лазицкий, А. Левченко, С. Надеев, С. Родин, Ю. Стёпочкин, С. Тушин, Ю. Габов, С. Покидов, В. Архипкин, Н. Кулагин, А. Анисимов, Б. Силиванов, С. Пантеев, Г. Кудрин, А. Напалков, А. Бегунов, Я. Бефус, Е. Трофимов, А. Яковлев и др..

## Летопись команды
- 1928 год — создание команды.
- 1932 год — первый междугородный матч.
- 1937 год — второе место в первенстве Ленинградской области.
- 1938 год — чемпионы Ленинградской области.
- 1939 год — взрослая и юношеская команды — чемпионы Ленинградской области. Взрослая команда-участник Кубка СССР.
- 1940 год — взрослая команда — второе место в чемпионате Ленинградской области, участник Кубка СССР.
- 1948 год — впервые команда стала чемпионом Новгородской области.
- 1948—1987 годы — «Металлург» («Красный керамик») — сильнейшая команда первенства Новгородской области, практически бессменный чемпион.
- 1950 год — выход в 1/4 финала Кубка РСФСР.
- 1952 год — выход в финал Кубка РСФСР (тренеры Л. А. Чудаков, Е. Я. Кормишев), наибольший успех по командно-игровым видам спорта Новгородской области за всю историю. Победителем стала команда ОДО Свердловск (счёт финала 12:2). Состав «Металлурга»: вратарь — Н. Макаров (1916); защитники: Н. Матвеев (1921), В. Матвеев (1918), Л. Чудаков (1924), Н. Вишняков (1923). Полузащитники: Ю. Виноградов (1926), В. Шеметов (1925), Е. Митрофанов (1924), Ю. Иванов (1932). Нападающие: В. Сорокин (1932), А. Ланской (1926), М. Соколов (1923), П. Лещенко (1922).
- 1953—1963 годы — игры в зональных турнирах первенства РСФСР. Занимаемые места — в основном второе-третье.
- 1953 год — Чемпионат РСФСР. 2 место из 5 команд в зональном турнире (Северо-Западная зона, 1 круг без разъездов, февраль, Боровичи). Победитель зоны — «Металлист» (Ковров).
- 1954 год — Чемпионат РСФСР. 2 место из 6 команд в зональном турнире (Центрально-Северная зона, 1 круг с разъездами). Победитель зоны — «Динамо» (Иваново).
- 1955 год — Чемпионат РСФСР. 2 место из 8 команд в зональном турнире (Северная зона, 1 круг с разъездами). Победитель зоны — «Химик» (Ярославль).
- 1956 год — команда не участвовала в соревнованиях.
- 1957 год — Чемпионат РСФСР. 2 место из 8 команд в зональном турнире (Северная зона, 1 круг с разъездами). Победитель зоны — «Химик» (Ярославль).
- 1958 год — Чемпионат РСФСР. 3 место из 10 команд в зональном турнире (Северная зона, 1 круг с разъездами). Победитель зоны — «Светлана» (Ленинград).
- 1959 год — Чемпионат РСФСР. 3 место из 10 команд в зональном турнире (Северная зона, 1 круг с разъездами). Победитель зоны — КВИФК им. Ленина (Ленинград).
- 1960 год — Чемпионат РСФСР. 4 место из 13(?) команд в зональном турнире (Северная зона, 1 круг с разъездами). Победитель зоны — «Ждановец» (Ленинград).
- 1961 год — Чемпионат РСФСР, II группа. 2 место из 15(?) команд в зональном турнире (1 круг с разъездами).
- 1962 год — Чемпионат СССР, зональный турнир. 2 место из 5 команд (5-я зона, 1 круг без разъездов, февраль, Курск). Победитель зоны - «Труд» (Курск).
- 1963 год — Класс «Б». 3 место из 7 команд в зональном турнире (1 круг без разъездов).
- 1964 год — Класс «Б». 1 место из 11 команд (6-я зона, 1 круг с разъездами). В финальном турнире 7 место из 8 команд (Горький, 21.02-2.03, 1 круг без разъездов).
- 1965 год — II группа класса «А». 7 место из 8 команд (1-я подгруппа, 2 круга с разъездами).
- 1966 год — II группа класса «А». 7 место из 7 команд (1-я подгруппа, 2 круга с разъездами). Вылет в класс «Б».
- 1967 год — Класс «Б». 2 место из 6 команд в зональном турнире (8-я зона, 1 круг без разъездов, февраль, Боровичи). Победитель зоны - «Планета» (Калинин).
- 1968 год — Класс «Б». 1 место из 4 команд в зональном турнире (8-я зона, 1 круг без разъездов, февраль, Боровичи). В финальном турнире 6 место из 8 команд (Верхний Уфалей, 27.02-10.03, 1 круг без разъездов).
- 1969 год — Класс «Б». 3 место из 4 команд в зональном турнире (8-я зона, 1 круг без разъездов, февраль, Калинин).
- 1970 год — II группа класса «А». 2 место из 6 команд (5-я подгруппа, 4 круга с разъездами). Победитель подгруппы - «Волна» (Ленинград).
- 1971 год — Класс «Б». 3 место из 4 команд (1 круг без разъездов).
- 1972 год — Класс «Б». 1 место из 5 команд (8-я зона, 1 круг без разъездов, Боровичи). В финальном турнире 8 место из 8 команд (Верхний Уфалей, 19.02-28.02, 1 круг без разъездов).
- 1973 год — участвовал "Электрон" (Новгород).
- 1974 год — Класс «Б». 1 место из 5 команд (8-я зона, 1 круг без разъездов, февраль, Боровичи). В финальном турнире 5 место из 8 команд (Новосибирск, 20.02-1.03, 1 круг без разъездов). В межсезонье команда включена во II группу класса «А». Юношеская команда становится бронзовым призёром Первенства РСФСР, тренер В. И. Сорокин.
- 1975 год — I группа класса «А». 8 место из 8 команд. (1-я подгруппа, 4 круга с разъездами). Тренеры: А. И. Камаев, В.И. Сорокин, начальник команды В.И. Макаров. В Боровичах проходит зональный турнир I группа класса «А» (8-я зона, 1 круг без разъездов). Победитель «Зенит» (Ленинград).
- 1976—1987 годы — участие в турнирах II группы класса «А» (зональные турниры без разъездов).
- 1976 год  — II группа класса «А». 3 место из 4 команд (7-я зона, 1 круг без разъездов, Киров).
- 1977 год — команда не участвовала в соревнованиях.
- 1978 год — соревнования II группы класса «А» не проводились.
- 1979 год — II группа класса «А». 1 место из 5 команд (5-я зона, 1 круг без разъездов, Боровичи). В финальном турнире 5 место из 5 команд (Свердловск, 1 круг без разъездов).
- 1980 год — II группа класса «А». 5 место из 5 команд (4-я зона, 1 круг без разъездов, Мурманск).
- 1981 год — II группа класса «А». 2 место из 4 команд (4-я зона, 2 круга без разъездов, одна команда вне зачёта, Архангельск).
- 1982 год — II группа класса «А». 4 место из 6 команд (4-я зона, 1 круг без разъездов, Боровичи). Победитель зоны - «Труд» (Обухово).
- 1983 год — II группа класса «А». 5 место из 6 команд (4-я зона, 1 круг без разъездов, Архангельск).
- 1984 год — II группа класса «А». 1 место из 5 команд (4-я зона, 1 круг без разъездов, Боровичи). В финальном турнире в группе "А" 3 место из 4 команд, а в группе за 5-8 места - 4 место из 4 команд. Итоговое 8 место из 8 команд (Навашино, групповой турнир).
- 1985 год — II группа класса «А». 3 место из 4 команд (4-я зона, 2 круга без разъездов, Дзержинск).
- 1986 год — II группа класса «А». 5 место из 5 команд (4-я зона, 1 круг без разъездов, Дзержинск).
- 1987—1993 годы — участие в турнирах II группы класса «А» - II лиги (зональные турниры с разъездами). Тренеры: В. И. Сорокин, В. И. Макаров.
- 1987 год — II группа класса «А». 6 место из 6 команд (1-я зона, 4 круга с разъездами).
- 1988 год — II лига. 4 место из 6 команд (1-я зона, 4 круга с разъездами).
- 1989 год — II лига, 3 место из 6 команд (1-я зона, 4 круга с разъездами). В 6-й зоне - 5 место из 6 команд у команды «Волна» (1 круг без разъездов, 3-10.02, Боровичи), победитель — «Труд» (Мурманск).
- 1990 год — II лига. 3 место (1-я зона, 4 круга с разъездами).
- 1991 год — II лига, 3 место из 6 команд (1-я зона, 4 круга с разъездами).
- 1993 год — II лига, 1 место (1-я зона, 4 круга с разъездами). В финальном турнире 5 место из 6 команд (1 круг без разъездов, Карпинск). По итогам сезона команда получило право выступать в I лиге. Тренер С.Н. Тушин.
- 1994—2009 годы — игры Первенства России, I лига.
- 1994 год — I лига. 9 место из 9 команд (1-я группа, 4 круга с разъездами).
- 1995 год — I лига. 7 место из 8 команд (1-я группа, 4 круга с разъездами).
- 1996 год — I лига. 6 место из 8 команд (1-я группа, 4 круга с разъездами).
- 1997 год — I лига. 4 место из 8 команд (1-я группа, 4 круга с разъездами).
- 1998 год — I лига. 2 место из 10 команд (1-я группа, 4 круга с разъездами). В финальном турнире 3 место из 6 команд (Воткинск, 2-7.03, 1 круг без разъездов).
- 1999 год — I лига. 1 место из 6 команд (1-я группа, 4 круга с разъездами). В финальном турнире 2 место из 5 команд (Боровичи, 27.02-4.03, 1 круг без разъездов). Победитель I лиги - «Вымпел» (Королёв).
- 2000 год — I лига. 1 место из 8 команд (1-я группа, 4 круга с разъездами). В финальном турнире 3 место из 7 команд (Чита, 26.02-5.03, 1 круг без разъездов).
- 2001 год — I лига. 1 место из 8 команд (1-я группа, 4 круга с разъездами). В финальном турнире 2 место из 8 команд (Братск, 26.02-8.03, 1 круг без разъездов). Победитель I лиги - «Металлург» (Братск).
- 2002 год — I лига. 1 место из 9 команд (1-я группа, 4 круга с разъездами). В финальном турнире 2 место из 6 команд (Мончегорск, 2-10.03, 1 круг без разъездов). гл. тренер А.Ю. Федоров. Победитель I лиги - «Мончегорск-Североникель» (Мончегорск). Боровичский клуб покидают ведущие игроки и тренер В.А. Лазицкий.
- 2003 год — I лига. 4 место из 9 команд (1-я группа, 4 круга с разъездами).
- 2004 год — I лига. 3 место из 7 команд (1-я группа, 4 круга с разъездами).
- 2005 год — I лига. 5 место из 6 команд (1-я группа, 1 этап, 4 круга с разъездами). На 2-м этапе команда должна была сыграть за 5-е место с «Вымпелом» (Королёв), но матчи не состоялись. «Боровичам» засчитано техническое поражение, и по общим итогам зонального турнира команда заняла 6 место из 6 команд.
- 2006 год — I лига. 2 место из 5 команд (1-я группа, 1 этап, 4 круга с разъездами). На 2-м этапе (за 1-6 места, 4 круга с разъездами) 2 место из 6 команд. Таким образом, общее 2 место из 11 команд. В финальном турнире 5 место из 6 команд (Мончегорск, 1-7.03, 1 круг без разъездов).
- 2007 год — I лига. 2 место из 6 команд (1-я группа, 4 круга с разъездами). В финальном турнире 7 место из 7 команд (Мончегорск, 11-18.03, 1 круг без разъездов)., тренер — Л.Б. Ашихмин. К началу следующего сезона в команду возвращается тренер В.А. Лазицкий.
- 2008 год — I лига. 2 место из 7 команд (1-я группа, 4 круга с разъездами). В финальном турнире 6 место из 7 команд (Красногорск, 10-18.03, 1 круг без разъездов).
- 2009 год — I лига. 1 место из 7 команд (1-я группа, 4 круга с разъездами). В финальном турнире 1 место из 7 команд (Богданович, 3-12.03, 1 круг без разъездов). Выход в Высшую лигу. Победа в Кубке России по мини-хоккею с мячом среди команд первой лиги (октябрь 2008, Первоуральск). Победа в Кубке Федерации хоккея с мячом России среди команд первой лиги (ноябрь 2008, Киров). Беспрецедентная серия из 23-х побед подряд в Первенстве России (19 на предварительном этапе, 4 на финальном). Включение в рейтинг лучших команд мира интернет-портала Bandynet.ru (32-я команда в мире и 15-я в России по состоянию на 1 декабря 2009 года)[2].
- 2010 год — дебютный сезон в Высшей лиге Чемпионата России. 17-е место из 17-ти команд по итогам I этапа (регулярного чемпионата, 2 круга с разъездами). Первый матч — 19.11.2009. Иркутск. Стадион «Рекорд». 4300 зрителей. «Байкал-Энергия» — «Боровичи» 5:3 (1:2). Первый гол в Высшей лиге — Николай Кулагин с пенальти на 27-й минуте в этом матче. С игры — Андрей Бегунов — на 30-й минуте. Первые набранные очки — 22.11.2009. Хабаровск. Стадион «Нефтяник». 2500 зрителей. «СКА-Нефтяник» — «Боровичи» 3:3 (2:1). Первый домашний матч в Высшей лиге — 15.12.2009. Боровичи. Стадион «Волна». 1030 зрителей. «Боровичи» — «Родина» (Киров) 1:6 (1:2). По итогам сезона 9 очков. 2 победы: первая — 25.01.2010 Боровичи. Стадион «Волна». 510 зрителей. «Боровичи» — «Строитель» (Сыктывкар) 7:3 (4:2); вторая — 22.02.2010. Боровичи. Стадион «Волна». 1520 зрителей. «Боровичи» — «Волга» (Ульяновск) 3:1 (1:0). 3 ничьих — с «СКА-Нефтяником» в Хабаровске (3:3), с «Водником» в Архангельске (2:2) и с «Волгой» в Ульяновске (3:3). Разница мячей — 76-196. Андрей Бегунов на 26-м месте в списке бомбардиров чемпионата — 15 мячей. В рейтинге лучших клубов мира — наивысшее достижение — 30-е место (14-е в России) по состоянию на 15 февраля 2010.
- 2011 год — несмотря на решение Федерации хоккея с мячом России оставить клуб в Высшей лиге, учредитель команды — муниципалитет из-за недостатка финансовых средств заявил ХК «Боровичи» в I лигу. Подгруппа A 1-й группы (4 круга с разъездами) — 4-е место из 4 команд (8 игр, 8 поражений, 0 очков). Выпадение клуба из топ-50 рейтинга лучших клубов мира по версии портала Bandynet.ru (январь). На второй стадии турнира команда должна была сразиться за 6-е место в группе с аутсайдерами подгруппы B, однако из-за отсутствия денег учредители сняли её с соревнований (на этом этапе клуб не провёл ни одного матча). 22 ноября 2011 года муниципальное спортивное автономное учреждение "Хоккейный клуб «Боровичи»" сообщило что, в связи невозможностью обеспечить расходы участия команды в соревнованиях за счёт средств бюджета, и отсутствием спонсорской поддержки, команда «Боровичи» не имеет возможности принять участие в первенстве России по хоккею с мячом среди команд Высшей лиги сезона 2011—2012[3].
- 2012 - по настоящее время - участие в Первенстве России по хоккею с мячом среди КФК (с перерывами).
- 2012 год — ХК «Боровичи» планировал принять участие в Первенстве России по хоккею с мячом среди КФК, но в последний момент отказался.
- 2013 год — Первенство России по хоккею с мячом среди КФК. На предварительном этапе команда уступила «Энергии» (Шатура) 5:8, 8:4, 5:12, 2:8, однако была допущена в финальный турнир (Обухово, 1.03-3.03) вместо команды «Оренбуржье». В финальном турнире 4 место в группе «А». В турнире за 5-8 места — 8 место.
- 2014 год — ХК «Боровичи» должен был сыграть с командой «Севмаш» (Северодвинск) на предварительном этапе Первенства России по хоккею с мячом среди КФК, но отказался.
- 2015 год — Первенство России по хоккею с мячом среди КФК. На предварительном этапе команда уступила «Старту» (Нерехта) 7:7, 4:5, 6:8, 6:2.
- 2016 год — Первенство России по хоккею с мячом среди КФК. ХК «Боровичи» был допущен в финальный этап (Обухово, Шатура 26.02-28.02) без предварительных игр. В финальном турнире команда заняла 3 место из 4 команд в группе «Б» (Шатура).

## Достижения
- Финалист Кубка РСФСР (1952)
- Четвертьфиналист Кубка РСФСР (1953)
- Победитель Первенства России среди команд Первой лиги (2009)
- Серебряный призёр Первенства России среди команд Первой лиги (1999, 2001, 2002)
- Бронзовый призёр Первенства России среди команд Первой лиги (1998, 2000)
- Обладатель Кубка России по мини-хоккею с мячом среди команд Первой лиги (2008)
- Обладатель Кубка Федерации хоккея с мячом России среди команд первой лиги (2008)
- Серебряный призёр Чемпионата ДСО «Металлург» (1955)
- Бронзовый призёр Чемпионата ДСО «Металлург» (1951)
- Чемпион Ленинградской области (1938, 1939)
- Серебряный призёр Первенства Ленинградской области (1937, 1940)
- 28-кратный чемпион Новгородской области с 1948 по 1987 год

## Крупнейшие победы и поражения

### Самая крупная победа
«Боровичи» — «Криогенмаш» (Балашиха) — 25:0 (21 января 2001 года, первенство страны, I лига)

### Самое крупное поражение
«Старт» (Ульяновск) — «Металлург» — 17:2 (10 декабря 1993 года, первенство страны, II лига)

## Рекордсмены клуба
Наибольшее число матчей за команду в первой лиге провёл Алексей Солкин — 321 (1993—2004 годы)
- Больше всех мячей забил Владимир Архипов — 373 (1993—2002)
- Больше всех мячей за один сезон забил Сергей Покидов — 87 (сезон 2008—2009). Рядом с ним Владимир Архипов и Андрей Галеев — у них по 79 мячей (в сезоне 2000/01 годов)
- За один матч больше всех мячей (10) забил 21 января 2001 года в ворота «Криогенмаша» (Балашиха) — Андрей Галеев.

## Тренеры
- Василий Кокорин (1928—1941), играющий
- Николай Петрович Матвеев (50-е), играющий
- Владимир Иванович Сорокин (1961—1974 - играющий, 1986—1992)
- Анатолий Иванович Камаев (1974—1986), играющий
- Сергей Николаевич Тушин (1992—1996)
- Виталий Александрович Лазицкий (1996—2001, ноябрь 2007—2011)
- Андрей Юрьевич Фёдоров (декабрь 2001—2002)
- Владимир Геннадьевич Киселёв (август 2002—2007)